# 水尾站 (滋賀縣)
水尾站（日语：／ Mizuo eki */?）是位於日本滋賀縣高島郡高島町大字勝野（現時：高島市勝野），江若鐵道的鐵路車站（廢站）。

## 歷史
在1929年（昭和4年），江若鐵道大溝站至安曇站之間開通，此站同時啟用。車站名稱取自當時的地名「高島郡水尾村」。在車站北邊設有鴨川（懸河），江若鐵道線在該處敷設了路堤和高架橋以越過該河流。
江若鐵道在1969年（昭和44年）10月31日結束營業，車站在翌日11月1日廢除。

### 年表
- 1929年（昭和4年）6月1日：江若鐵道大溝至安曇之間開業，此站啟用。當時車站位於高島郡郡水尾村（日语：水尾村 (滋賀県)）[4][5]。
- 1969年（昭和44年）11月1日：車站被廢除[4]。

## 車站構造
水尾站內設有客運和貨運業務（一般車站）。站內設有1面1線的單式月台（近江今津方向的列車會開啟右邊車門）。當初此站設有列車交會設備，後來交會設備被撤走。
在站內的站名牌中，平假名的標示為。

## 使用狀況
以下為開業起數年之間的一年上下車人次和貨物起卸量：
| 一年客量和貨物起卸量： | 一年客量和貨物起卸量： | 一年客量和貨物起卸量： | 一年客量和貨物起卸量： | 一年客量和貨物起卸量： | 一年客量和貨物起卸量： |
| 年                     | 旅客                   | 旅客                   | 貨物                   | 貨物                   | 參考資料               |
| 年                     | 乘車                   | 下車                   | 發送                   | 到達                   | 參考資料               |
| ---------------------- | ---------------------- | ---------------------- | ---------------------- | ---------------------- | ---------------------- |
| 1931年                 | 15,300人               | 15,114人               | 115公噸                | 729公噸                | [ 12 ]                 |
| 1934年                 | 17,608人               | 17,567人               | 111公噸                | 600公噸                | [ 13 ]                 |
| 1935年                 | 16,507人               | 16,555人               | 149公噸                | 608公噸                | [ 14 ]                 |
| 1936年                 | 15,456人               | 15,650人               | 90公噸                 | 415公噸                | [ 15 ]                 |

## 車站周邊
車站位於田園地帶中。在車站啟用當初只有3間民居。車站遺址已經變成石材店，周邊變成了工場和公寓用地。
在江若鐵道廢線後，車站附近路軌遺址均變成湖西線用地，已經看不見任何痕跡。另外在建設湖西線時，建設了新的高架橋。該高架橋的高度比江若鐵道還要高，使附近的住宅發生電磁干擾的情況。

## 相鄰車站
江若鐵道
江若鐵道線
高島町－水尾－安曇川

## 注腳
1. 1 2 3 4 5 6  江若鉄道の思い出，第98頁.
2. 1 2 3  江若鉄道の思い出，第99頁.
3. ↑  江若鉄道の思い出，第124頁.
4. 1 2 3  今尾 2008，第31–32頁.
5. ↑  「地方鉄道運輸開始」《官報》1929年6月6日（國立國會圖書館數碼化資料）
6. ↑  竹内 1967.
7. 1 2  レイル，第81頁.
8. 1 2  寺田 2010，第10頁.
9. 1 2  レイル，第85頁.
10. ↑  寺田 2010，第15頁.
11. ↑  レイル，第84頁.
12. ↑  《滋賀縣統計全書》昭和6年版（國立國會圖書館數碼化資料）
13. ↑  《滋賀縣統計全書》昭和9年版（國立國會圖書館數碼化資料）
14. ↑  《滋賀縣統計全書》昭和10年版（國立國會圖書館數碼化資料）
15. ↑  《滋賀縣統計全書》昭和11年版（國立國會圖書館數碼化資料）
16. 1 2  ありし日の江若鉄道，第22頁.
17. ↑  寺田 2010，第26頁.

## 相關項目
- 日本鐵路車站列表 Mi